# Accord de neuvième d'espèces
En harmonie tonale, un accord de neuvième d'espèces est un accord de cinq notes appartenant à toute espèce autre que la première ou la deuxième espèce — l'accord de neuvième de dominante. L'emploi des neuvièmes d'espèces est moins fréquent que celui des deux premières espèces.
Dans « accord de neuvième d'espèces », le mot « espèces » est habituellement employé au pluriel, parce que signifiant accord de septième « de diverses espèces ». Certains théoriciens cependant, l'emploient parfois au singulier — « accord de septième d'espèce ».

## Généralités

### Préparation
Contrairement à ce qui se passe pour la neuvième de dominante, la neuvième d'espèces doit être strictement préparée, c'est-à-dire doit être entendue, dans l'accord précédent, à la même hauteur et dans la même partie.

### Résolution
L'enchaînement naturel de ces accords se fait sur la fondamentale située une quinte au-dessous. La septième et la neuvième, les deux notes attractives dans ces accords, peuvent faire une résolution exceptionnelle, tout comme dans l'accord de neuvième de dominante. Un enchaînement exceptionnel peut avoir lieu sur n'importe quel autre accord.
Le IVe degré des deux modes, dont la quinte inférieure aboutit à la sensible, ne pourra produire qu'un enchaînement exceptionnel (exemple M).

### Chiffrage des divers états
Le chiffrage est identique pour chaque état. Notons au préalable qu'en cas d'altérations accidentelles, le chiffrage de ces diverses espèces fera apparaître les altérations en question conformément aux règles habituelles.
- À l'état fondamental un accord de neuvième d'espèces se chiffre : « 7 » et « 9 », ou plus simplement « 9 ».
- Un premier renversement se chiffre : « 5 », « 6 » et « 7 ».
- Un deuxième renversement se chiffre : « 4 »,« 5 » et « 6 ».
- Un troisième renversement se chiffre : « 2 », « 3 », et « 4 ».

## Différentes espèces

### 3eespèce: Neuvième majeure et septième mineure
Placé sur les IIe et VIe degrés du mode majeur et sur le IVe degré du mode mineur, l'accord de neuvième majeure et septième mineure constitue la 3e espèce de l'accord de cinq notes.
- Il est formé d'un accord de septième mineure plus une neuvième majeure. Il peut produire un enchaînement ordinaire (exemples A et B) ou un enchaînement exceptionnel (exemple C).

Exemple : ré, fa, la, do, mi.
- L'accord placé sur le IIe degré du mode majeur peut être employé comme accord préparatoire (exemples A et B).

- Exemples de neuvième majeure et septième mineure :

### 4eespèce: Neuvième mineure et septième mineure
Placé sur le IIIe degré du mode majeur, l'accord de neuvième mineure et septième mineure constitue la 4e espèce de l'accord de cinq notes.
- Il est formé d'un accord de septième mineure plus une neuvième mineure. Il peut produire un enchaînement ordinaire (exemple D) ou un enchaînement exceptionnel (exemple E et F).

Exemple : ré, fa, la, do, mi{\displaystyle \flat }.
- Exemples de neuvième mineure et septième mineure :

### 5eespèce: Neuvième mineure et quinte diminuée
Placé sur le VIIe degré du mode majeur et sur le IIe degré du mode mineur, l'accord de neuvième mineure et quinte diminuée constitue la 5e espèce de l'accord de cinq notes.
- Il est formé d'un accord de septième mineure et quinte diminuée plus une neuvième mineure. Il peut produire un enchaînement ordinaire (exemples G et H) ou un enchaînement exceptionnel (exemple I).

Exemple : ré, fa, la{\displaystyle \flat }, do, mi{\displaystyle \flat }.
- L'accord placé sur le IIe degré du mode mineur joue habituellement le rôle d'accord préparatoire (exemples G et H).

- Quant à l'accord de même structure, placé sur le VIIe degré du mode majeur, il est habituellement analysé comme un accord de treizième tonique sur tonalité majeure. On pourrait l'analyser également comme un accord de six sons placé sur la dominante et privé de sa fondamentale.

- Exemples de neuvième mineure et quinte diminuée :

### 6eespèce: Neuvième majeure et septième majeure
Placé sur les Ier et IVe degrés du mode majeur, l'accord de neuvième majeure et septième majeure constitue la 6e espèce de l'accord de cinq notes.
- Il est formé d'un accord de septième majeure plus une neuvième majeure. Il peut produire un enchaînement ordinaire (exemple J) ou un enchaînement exceptionnel (exemples K, L et M).

Exemple : ré, fa{\displaystyle \sharp }, la, do{\displaystyle \sharp }, mi.
- Exemples de neuvième majeure et septième majeure :

### 7eespèce: Neuvième augmentée
Placé sur le VIe degré du  mode mineur, l'accord de neuvième augmentée constitue la 7e espèce de l'accord de cinq notes.
- Il est formé d'un accord de septième majeure plus une neuvième augmentée.

Exemple : ré, fa{\displaystyle \sharp }, la, do{\displaystyle \sharp }, mi{\displaystyle \sharp }.
- Cette espèce n'est pas considérée comme classique. Elle est habituellement analysée soit comme un accord avec notes étrangères, soit comme un accord altéré. La neuvième de cet accord — la sensible — étant située une seconde augmentée au-dessus du VIe degré, le mouvement obligé descendant de cette neuvième est impossible : en conséquence, cet accord ne peut produire qu'un enchaînement exceptionnel.

### 8eespèce: Neuvième mineure et septième diminuée
Placé sur le VIIe degré du mode mineur, l'accord de neuvième mineure et septième diminuée constitue la 8e espèce de l'accord de cinq notes.
- Il est formé d'un accord de septième diminuée plus une neuvième mineure.

Exemple : ré, fa, la{\displaystyle \flat }, do{\displaystyle \flat }, mi{\displaystyle \flat }.
- Cette espèce n'est pas considérée comme classique. Elle est habituellement analysée comme un accord de treizième tonique sur tonalité mineure. On pourrait l'analyser également comme un accord de six sons placé sur la dominante et privé de sa fondamentale. De toutes façons, le VIIe degré ne pouvant être fondamentale d'aucun accord, cette espèce ne peut produire qu'un enchaînement exceptionnel.

### 9eespèce: Neuvième majeure, septième majeure et parfait mineur
Placé sur le Ier degré du mode mineur, l'accord de neuvième majeure, septième majeure et parfait mineur constitue la 9e espèce de l'accord de cinq notes.
- Il est formé d'un accord de septième majeure et parfait mineur plus une neuvième majeure.

Exemple : ré, fa, la, do{\displaystyle \sharp }, mi.
- Cette espèce n'est pas considérée comme classique. Elle est habituellement analysée soit comme un accord avec notes étrangères, soit comme un accord altéré. La septième de cet accord — la sensible — étant située une seconde augmentée au-dessus du VIe degré, le mouvement obligé descendant de cette septième est impossible : en conséquence, cet accord ne peut produire qu'un enchaînement exceptionnel.

### 10eespèce: Neuvième majeure et quinte augmentée
Placé sur le IIIe degré du mode mineur, l'accord de neuvième majeure et quinte augmentée constitue la 10e espèce de l'accord de cinq notes.
- Il est formé d'un accord de septième majeure et quinte augmentée plus une neuvième majeure.

Exemple : ré, fa{\displaystyle \sharp }, la{\displaystyle \sharp }, do{\displaystyle \sharp }, mi.
- Cette espèce n'est pas considérée comme classique. Elle est habituellement analysée soit comme un accord avec notes étrangères, soit comme un accord altéré.